# Waldaschaff
Waldaschaff é um município da Alemanha, localizado no distrito Aschaffenburg, no estado de Baviera.